# نيفن بولي
نيفن بولي هو ممثل هندي، ولد في 11 أكتوبر 1983 في الهند. من الجوائز التي نالها جائزة ولاية كيرلا السينمائية لأفضل ممثل ‏.

## جوائز
- جائزة ولاية كيرلا السينمائية لأفضل ممثل [الإنجليزية]‏

## وصلات خارجية
- نيفن بولي على موقع IMDb (الإنجليزية)
- نيفن بولي على موقع قاعدة بيانات الفيلم (الإنجليزية)